# Newnes-Gletscher
Der Newnes-Gletscher ist ein Gletscher an der Pennell-Küste des ostantarktischen Viktorialands. Er fließt vom Adare Saddle zwischen den Admiralitätsbergen und der Adare-Halbinsel steil zur Protection Cove am Kopf der Robertson Bay ab.
Kartiert wurde er von Teilnehmern der britischen Southern-Cross-Expedition (1898–1900) unter der Leitung des norwegischen Polarforschers Carsten Egeberg Borchgrevink. Borchgrevink benannte den Gletscher nach dem britischen Verleger George Newnes (1851–1910), dem Finanzier der Forschungsreise.